# Велика пустеля Вікторія
29°09′08″ пд. ш. 129°15′35″ сх. д. / 29.152222222222° пд. ш. 129.25972222222° сх. д.
Вели́ка пусте́ля Вікто́рія (англ. Great Victoria Desert) — піщано-солончакова пустеля в Австралії (штати Західна Австралія та Південна Австралія).
Складається з багатьох невеликих піщаних пагорбів, пасовищних рівнин, ділянок із щільно набитою галькою поверхнею — гібберів та солоних озер.
Площа 424 400 км², найбільша пустеля на території Австралії
.
Вона простягається зі сходу на захід на відстань понад 700 км, від регіону Східний Голдфілдс у Західній Австралії до хребту Голер у Південній Австралії.
Західноавстралійський екорегіон мулга-чагарників лежить на заході, Мала Піщана пустеля на північному заході, пустеля Гібсона та екорегіон склерофітних чагарників Центрального хребта на півночі, кам'яниста пустеля Тірарі-Стерт на сході та рівнина Налларбор на півдні.
Опади рідкісні та нерегулярні. Середньорічна кількість опадів становить від 200 до 250 мм. Часто бувають грози (15—20 на рік). Денна температура влітку — 32—40 °C, взимку 18—23 °C.

## Історія
Пустелю назвав британський дослідник Ернест Джайлз на честь королеви Вікторії
. Він у 1875 році першим з європейців перетнув пустелю.
1891 року експедиція Девіда Ліндсі пройшла через пустелю з півночі на південь.
Френк Ханн шукав золото в цих районах в 1903—1908 роках.
Лен Біделл досліджував пустелю в 1960-х роках.
Пустеля заселена кількома групами австралійських аборигенів: племена когара і мірнінг.

## Флора і фауна
Тільки найвитриваліші рослини можуть вижити у пустелі.
Між піщаними пасмами ділянки лісистого степу складаються з кущів Eucalyptus gongylocarpa, Eucalyptus youngiana та Acacia aneura, розкиданих серед трав роду Spinifex.
Фауна, адаптована до цих суворих умов, має кілька видів великих птахів та ссавців.
Також у пустелі мешкають багато видів ящірок: Liopholis kintorei, Oxyuranus temporalis (виявлений у 2007 р.) та низка дрібних сумчастих: сумчаста миша піщана, що перебуває під загрозою зникнення
,
і Dasycercus cristicauda
.
Один зі способів вижити тут — закопатися в піски, як це роблять деякі тварини пустелі: Notoryctes typhlops та Ranoidea platycephala.
Серед птахів варто назвати білолобика рудоволого, що мешкає на східній околиці пустелі, і великонога строкатого в заповіднику Мамунгарі.
З хижаків у пустелі мешкають динго (оскільки пустеля лежить на північ від Паркану Динго) і два великі варани — Varanus giganteus та варан Гулда
.

## Збереження та загрози
Оскільки ця територія використовувалася дуже обмежено для сільського господарства, місце існування залишається в основному недоторканим, тоді як частини пустелі є територіями, що охороняються — заповідник Мамунгарі в Південній Австралії.
Велика територія незайманої дикої природи посушливої зони має культурне значення і є одним із 14 світових біосферних заповідників Австралії
.
Випробування ядерної зброї, проведені Великою Британією в Маралінгу і Ему-Філд в 1950-х і на початку 1960-х років, залишили райони, забруднені плутонієм-239 та іншими радіоактивними матеріалами
.